# Tarta Bourdaloue

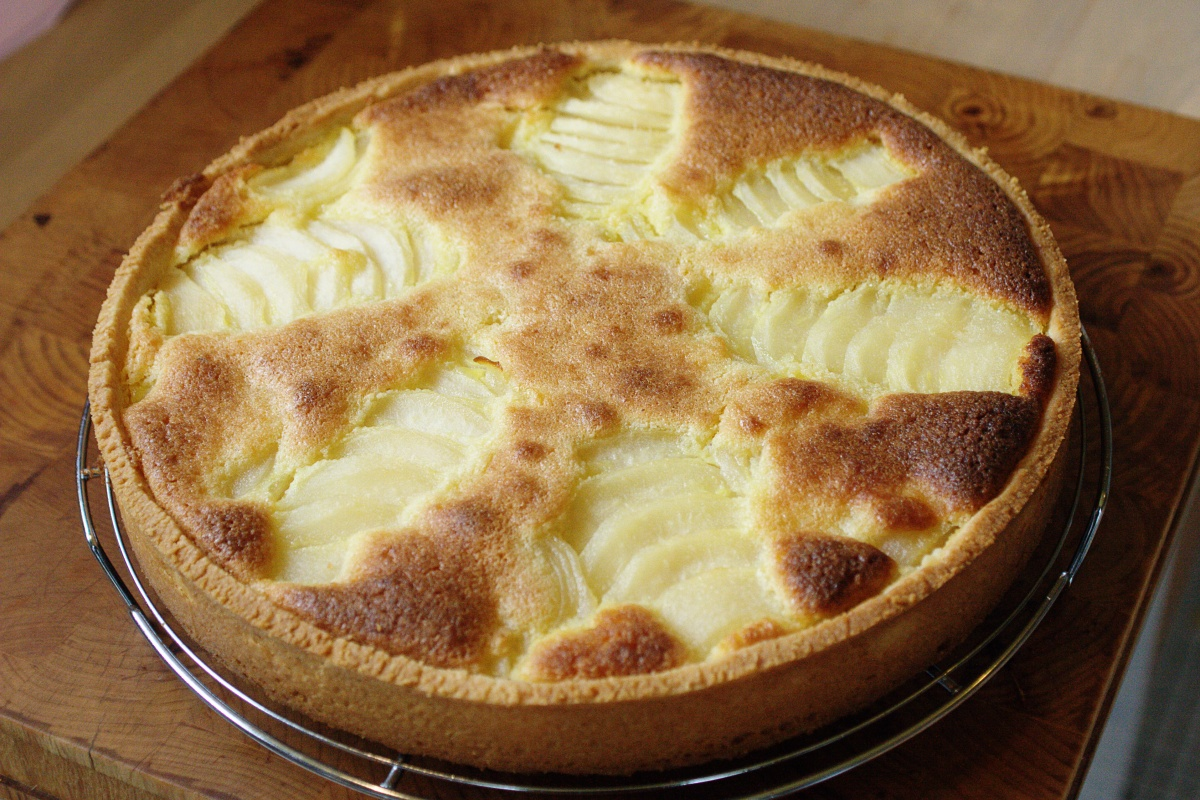
Tarta Bourdaloue

Tarta Bourdaloue (fr. tarte Bourdaloue) – francuska tarta z gruszkami. Ten deser jest wariacją tarte amandine przyrządzanej na sposób amerykański; oba ciasta są podawane na ciepło.
Tarta Bourdaloue jest uznawana za typowy deser paryski, wymyślony tam około 1850 przez cukiernika mającego swoją pracownię na Rue Bourdaloue - stąd wzięła się nazwa ciasta.
Tarta składa się z ciasta kruchego, położonych na nim dużych kawałków gotowanej gruszki i masy migdałowej (frangipanu). Zazwyczaj posypywana jest kawałkami migdałów, innych orzechów lub makaroników.